# جوديث كيلر
جوديث كيلر (بالألمانية: Judith Keller) (و. القرن 20  م) هي ممثلة، ومغنية، من سويسرا، ولدت في باسل.

## وصلات خارجية
- جوديث كيلر على موقع IMDb (الإنجليزية)